# 第4届中国电视剧飞天奖
第四届全国优秀电视剧（飞天奖）评选由广播电视部委托中央电视台、中国电视剧艺术委员会联合主办，评选范围为1983年3月1日到1984年2月29日于中央电视台面向全国播出的326集电视剧，评选结果于1984年4月11日揭晓，共评出十八部获奖电视剧。1984年4月26日，第四届全国优秀电视剧“飞天奖”发奖大会在北京举行。

## 获奖名单

### 连续剧
- 一等奖:《高山下的花环》山东电视台
- 二等奖:《生命的故事》中国电视剧制作中心
- 三等奖:《华罗庚》浙江电视台

### 单本剧
- 一等奖:《女记者的画外音》浙江电视台；《燃烧的心》广东电视台
- 二等奖:《道是无情却有情》电视剧艺委会、河北电视台；《走进暴风雨》中国电视剧制作中心；《她从画中走出来》湖南电视台
- 三等奖:《燕儿窝之夜》上海电影制片厂电视剧部；《紧急起飞》空政话剧团；《亲家卖粮》内蒙古电视台；《行路难》安徽电视台

### 短剧、小品
- 一等奖:《老梅外传》武汉话剧院
- 二等奖:《水哟，纯洁的水》云南电视台
- 三等奖:《春雨》内蒙古电视台

### 优秀儿童剧
- 《小佳佳游园》四川电视台
- 《小龙和小丽》电视剧艺委会、北京儿童电影制片厂

### 单项奖
- 荣誉导演奖：欧阳山尊
- 优秀导演奖：《高山下的花环》导演滕敬德、席与明
- 优秀男主角：位北原（《燃烧的心》中扮演王雨清）、田成仁（《道是无情却有情》中扮演陈岩）
- 优秀女主角：相虹（《生命的故事》中扮演玲玲），范艳华（《她从画中走出来》中扮演高秀英）
- 优秀男配角：颜冈（《红叶在山那边》中扮演老吴头）
- 优秀女配角：迟蓬（《红叶在山那边》中扮演吴月）、王玉梅（《高山下的花环》中扮演梁大娘）
- 优秀摄像：王殿臣《女记者的画外音》
- 优秀美术设计：闵宗泗《华罗庚》
- 优秀灯光照明：何惠明、励定芳、沈国桢《燕儿窝之夜》

### 鼓励奖
- 铁道部工程指挥部《五二七级台阶》录制组